# Ilona Hofstra
Ilona Hofstra, eerder Ilona Visser-Hofstra (Amsterdam, 29 augustus 1947), is een Nederlandse journaliste en radio- en televisiepresentatrice.

## Biografie
Hofstra volgde na de middelbare school een opleiding aan de pedagogische academie, waar ze deel uitmaakte van een cabaretgroep. Ze werd gevraagd voor de presentatie van het VPRO-radioprogramma Hee van de broers Nico en Jan Haasbroek. In 1966 en 1967 werd ze een van de vaste presentatoren van het AVRO-jongerenprogramma Vjoew. Hierna maakte ze de pedagogische academie af en stond ze een aantal jaren voor de klas.
In 1974 begon Hofstra bij Veronica en vroeg ze zonder een afspraak te hebben naar Rob Out. Hij ontving haar en ze begon een radioprogramma getiteld 3600 seconden Veronica. In 1976 gaf Hofstra's moeder haar op voor Teletalent, opgezet door Televizier, V&D en een schoonheidsmerk. Hofstra won deze talentenjacht, waarop ze bij de NOS eenmalig een aankondiging mocht doen die leidde tot haar werk als omroepster bij de AVRO. Bij die omroep kreeg ze niet de kans om naast het aankondigen van programma's ander radio- of televisiewerk te doen. Veronica bood haar deze kans wel en door het experimentele karakter kreeg ze daar veel mogelijkheden. Ze maakte Veronica Nieuwsradio, Konsumentenlijn, Fitrace, Nieuwslijn en 2Vandaag.
In 1994 stapte Hofstra over naar de IKON, waar ze de verslaggeving en presentatie van Kenmerk verzorgde. Tien jaar lang was ze verantwoordelijk voor het bedenken van onderwerpen en het maken van reportages. In 2004 maakte de IKON een reorganisatie door die tot gevolg had dat er steeds minder werk voor verslaggevers was. Hofstra bleef tot 2016 verbonden aan de stichting Wilde Ganzen, die zendtijd had bij de IKON en wekelijks geld inzamelde voor kleinschalige hulpprojecten in ontwikkelingslanden. Daarnaast werd ze regelmatig door bedrijven gevraagd als dagvoorzitter en discussieleider en begeleidde ze mensen in het vertrouwd raken met verschillende media.